# Шибенська сільська рада (Теофіпольський район)
Ши́бенська сільська́ ра́да — колишня адміністративно-територіальна одиниця та орган місцевого самоврядування в Теофіпольському районі Хмельницької області. Адміністративний центр — село Шибена.

## Загальні відомості
Шибенська сільська рада утворена в 1922 році.
- Територія ради: 38,331 км²
- Населення ради: 1 223 особи (станом на 2001 рік)
- Територією ради протікають річки Жердь, Збруч

## Населені пункти
Сільській раді підпорядковані населені пункти:
- с. Шибена
- с. Гаївка

## Склад ради
Рада складається з 16 депутатів та голови.
- Голова ради: Гринюк Василь Петрович
- Секретар ради: Римар Олександр Богданович

### Керівний склад попередніх скликань
| Прізвище, ім'я, по батькові | Основні відомості                                                                     | Дата обрання | Дата звільнення |
| --------------------------- | ------------------------------------------------------------------------------------- | ------------ | --------------- |
| Воронюк Іван Іванович       | Сільський голова, 1963 року народження, член Всеукраїнського об'єднання «Батьківщина» | 26.03.2006   | 31.10.2010      |
| Гринюк Василь Петрович      | Сільський голова, 1962 року народження, освіта вища, член Народної партії             | 31.10.2010   | 25.10.2015      |

Примітка: таблиця складена за даними сайту Верховної Ради України

### Депутати
За результатами місцевих виборів 2010 року депутатами ради стали:

#### За суб'єктами висування
| Суб'єкт висування             | Кількість обраних депутатів | %    |
| ----------------------------- | --------------------------- | ---- |
| Народна партія                | 7                           | 43,8 |
| Самовисування                 | 7                           | 43,8 |
| Єдиний Центр                  | 1                           | 6,3  |
| Політична партія «Фронт Змін» | 1                           | 6,3  |

#### За округами
| № округу                      | Прізвище, ім'я, по батькові      | Дата визнання обраним | Освіта             | Партійна приналежність                        | Відомості про обраного депутата                    |
| ----------------------------- | -------------------------------- | --------------------- | ------------------ | --------------------------------------------- | -------------------------------------------------- |
| Єдиний Центр                  |                                  |                       |                    |                                               |                                                    |
| 9                             | Хоптяний Володимир Володимирович | 01.11.2010            | середня спеціальна | позапартійний                                 | Агрофірма «Україна», різноробочий                  |
| Народна Партія                |                                  |                       |                    |                                               |                                                    |
| 1                             | Левчунь Валентина Анатоліївна    | 01.11.2010            | середня            | член Народної партії                          | Агрофірма «Україна», приймальник молока            |
| 2                             | Бурлак Ольга Яківна              | 01.11.2010            | середня            | член Народної партії                          | Агрофірма «Україна», кухар                         |
| 4                             | Мойсеєва Лідія Вікторівна        | 01.11.2010            | вища               | член Народної партії                          | Агрофірма «Україна», економіст                     |
| 5                             | Левчунь Ніна Анатоліївна         | 01.11.2010            | середня            | член Народної партії                          | тимчасово не працює                                |
| 7                             | Вербійчук Олександр Вікторович   | 01.11.2010            | середня            | член Народної партії                          | Агрофірма «Україна», завскладом ПМН                |
| 11                            | Левчунь Галина Петрівна          | 01.11.2010            | середня            | член Народної партії                          | Агрофірма «Україна», приймальник молока            |
| 13                            | Мізерна Марія Петрівна           | 01.11.2010            | вища               | член Народної партії                          | Агрофірма «Україна», бухгалтер                     |
| Політична партія «Фронт Змін» |                                  |                       |                    |                                               |                                                    |
| 14                            | Вольський Сергій Миколайович     | 01.11.2010            | середня            | член Політичної партії «Фронт Змін»           | Ульянівський НВК, кочегар                          |
| Самовисування                 |                                  |                       |                    |                                               |                                                    |
| 3                             | Домчук Зоя Романівна             | 01.11.2010            | середня            | член Всеукраїнського об'єднання «Батьківщина» | Дитячий садок с. Шибена, вихователь                |
| 6                             | Замах Надія Володимирівна        | 01.11.2010            | середня            | позапартійна                                  | Агрофірма «Україна», обліковець                    |
| 8                             | Казюк Віталій Олександрович      | 01.11.2010            | вища               | член Всеукраїнського об'єднання «Батьківщина» | Шибенська загальноосвітня школа І-ІІІ ст., вчитель |
| 10                            | Зарічна Ганна Романівна          | 01.11.2010            | середня спеціальна | член Всеукраїнського об'єднання «Батьківщина» | приватний підприємець                              |
| 12                            | Журибіда Іван Петрович           | 01.11.2010            | середня            | член Всеукраїнського об'єднання «Батьківщина» | Агрофірма «Україна», мельник                       |
| 15                            | Ковбасюк Іван Олександрович      | 01.11.2010            | середня            | позапартійний                                 | Агрофірма «Україна», електромонтер                 |
| 16                            | Римар Олександр Богданович       | 01.11.2010            | середня            | член Всеукраїнського об'єднання «Батьківщина» | Шибенська сільська рада, секретар                  |